# Tuhobićtunnel

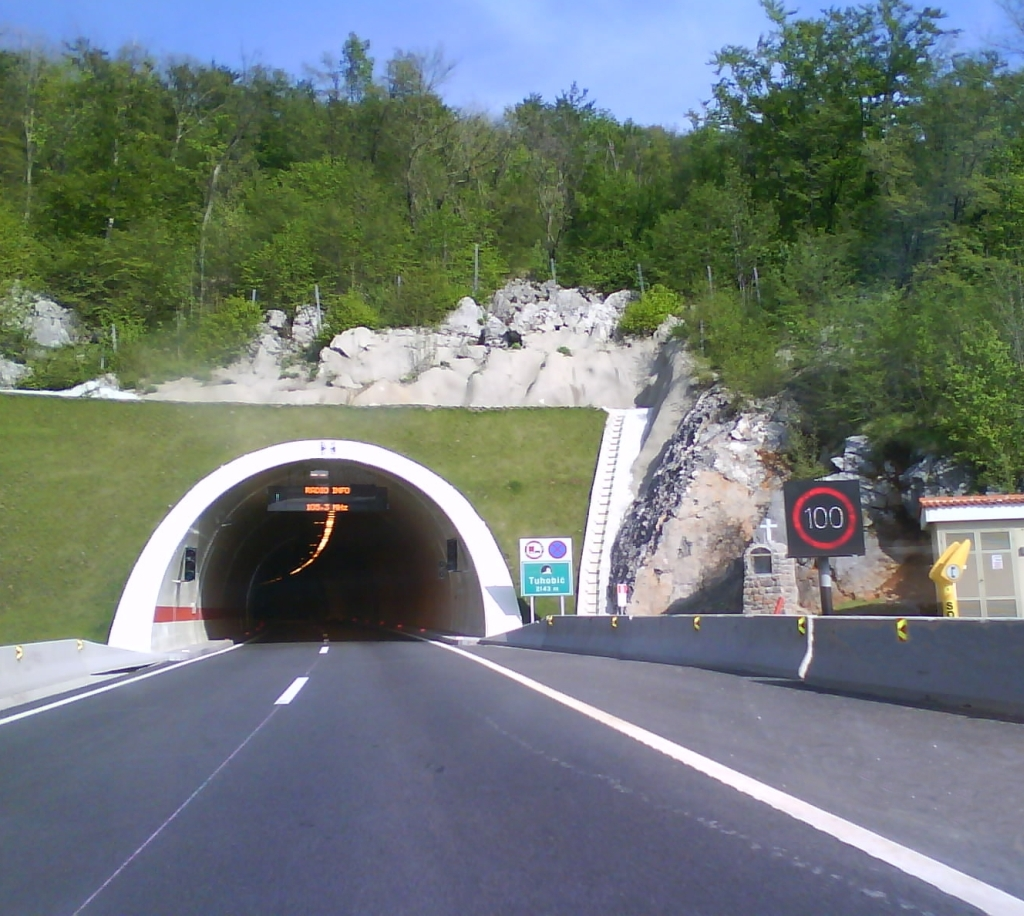
Tunneleinfahrt vom Osten aus

Der Tuhobićtunnel ist nach dem etwa 1.106 m hohen Berg Tuhobić benannt und ist ein Autobahntunnel in Kroatien. Er liegt etwa acht Kilometer nordöstlich vom Küstenort Kraljevica im Trassenverlauf der Autobahn A6 (Zagreb–Rijeka). Die erste Röhre wurde 1996, die zweite 2008 in Betrieb genommen. Die Autobahn ist sehr belebt, denn es fahren täglich bis zu 11.000 Fahrzeuge durch den Tunnel. Die Länge beträgt 2.143 m. Das Höhenniveau der Portale liegt bei rund 730 m über NN.
Im europäischen ADAC-Straßentunneltest aus dem Jahr 2004 schnitt der Tunnel schlecht ab. Der ADAC gab dem Tunnel die Note „mangelhaft“. Dies lag vor allem an dem schadhaften Fahrbahnbelag und der unzureichenden Ausstattung mit Rettungswegen. Nach dem durchgeführten Ausbau stand er aber 2009 auf dem zweiten Platz der sichersten Tunnel in Europa.